# 上施羅特山

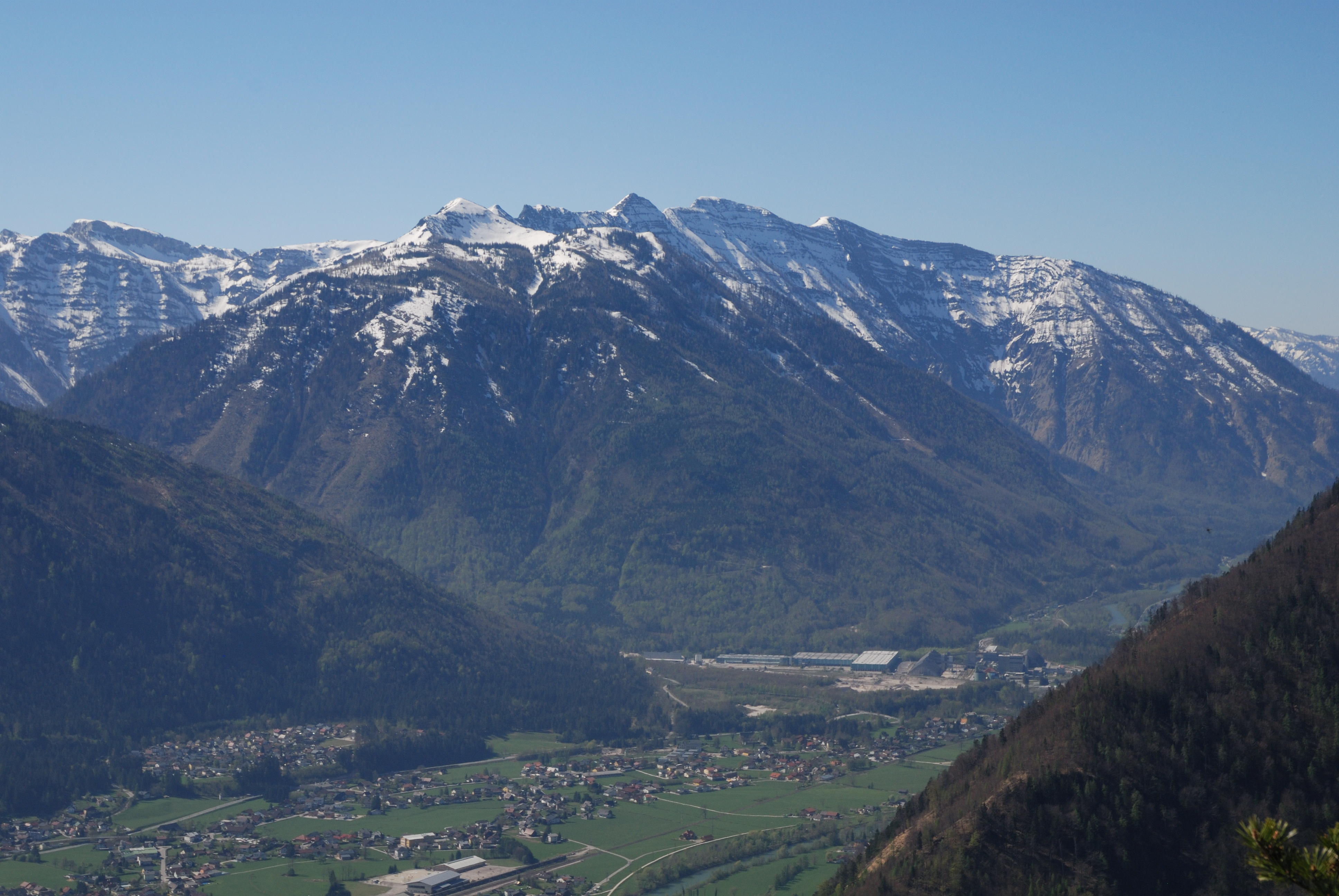

47°43′39″N 13°42′40″E / 47.72750°N 13.71111°E
上施羅特山（德語：Hohe Schrott），是奧地利的山峰，位於該國北部，由上奧地利州負責管轄，屬於托特斯山脈的一部分，海拔高度1,839米，每年平均降雨量1,801毫米。